# Antiblemma tuva
Antiblemma tuva är en fjärilsart som beskrevs av William Schaus 1911. Antiblemma tuva ingår i släktet Antiblemma och familjen nattflyn. Inga underarter finns listade i Catalogue of Life.